# Wonosari (Panai Hilir)
Wonosari is een bestuurslaag in het regentschap Labuhan Batu van de provincie Noord-Sumatra, Indonesië. Wonosari telt 1940 inwoners (volkstelling 2010).